# The European Review of Books
The European Review of Books es una revista cultural y literaria que presenta ensayos, ficción y poesía. La revista se publica en forma impresa y en línea y contiene artículos escritos en inglés y en la propia lengua del escritor.

## Historia
En mayo de 2021, los fundadores lanzaron una campaña de financiación colectiva para recaudar los primeros recursos que darían vida a la revista. El primer número se publicó en junio de 2022.